# 1116 Catriona
Catriona (asteroide 1116) é um asteroide da cintura principal com um diâmetro de 39,12 quilómetros, a 2,2500007 UA. Possui uma excentricidade de 0,2299947 e um período orbital de 1 824,42 dias (5 anos).
Catriona tem uma velocidade orbital média de 17,42401651 km/s e uma inclinação de 16,53331º.
Esse asteroide foi descoberto em 5 de Abril de 1929 por Cyril Jackson.